# Paul Kornfeld
Paul Kornfeld (n. 11 decembrie 1889, Praga, Austro-Ungaria – d. 25 aprilie 1942, Ghetoul Litzmannstadt, Reichsgau Wartheland⁠(d), Germania Nazistă) a fost un scriitor evreu de limba germană născut în Cehia ale cărui piese de teatru expresioniste și tratate academice despre teoria teatrului l-au specializat în influențarea discursului intelectual contemporan.

## Cariera literară înainte și după Primul Război Mondial
Originar din Praga, Paul Kornfeld s-a format intelectual într-un oraș, care, în calitate de capitală a Boemiei, făcea parte, în acea vreme, din Imperiul Austro-Ungar și era un important centru de educație și de cultură. În 1913, la vârsta de 23 de ani, a elaborat o teză în care-și prezenta filosofia lui cu privire la dramaturgie, Der beseelte und der psychologische Mensch [Omul psihologic și spiritual] și a scris prima schiță a cunoscutei piese de teatru Die Verführung [Seducția]. Frecventa un cerc de compatrioți și prieteni tineri în care făceau parte unele dintre cele mai renumite figuri literare evreiești ale spațiului de limbă germană: Oskar Baum, Max Brod, Rudolf Fuchs, Willy Haas, Franz Janowitz, Franz Kafka, Egon Erwin Kisch, Otto Pick, Hermann Ungar, Johannes Urzidil și Franz Werfel.
În 1916, în mijlocul haosului produs de Primul Război Mondial, care se va finaliza doi ani mai târziu cu formarea republicii Cehoslovacia, Kornfeld s-a mutat în Germania unde, în perioada Republicii de la Weimar, a experimentat cea mai intensă perioadă de creativitate. În 1918, în cursul ultimelor luni ale războiului, el a publicat o versiune revizuită a tezei sale și a supervizat prima reprezentației teatrală a piesei Die Verführung. Lucrare expresionistă, care dezvolta idei abstracte și revizioniste, ea a încercat să înglobeze universalitatea aspirației umane. Subiectul și modul de dezvoltare a personajelor au fost trecute pe un plan secundar în favoarea unei atmosfere de neputință de a face față vieții. O dramă expresionistă ulterioară, Himmel und Holle [Rai și Iad] prezenta idei chiar mai abstracte, dar într-un mod mai liric și extatic.
Kornfeld a scris, de asemenea, comedii satirice care nu au fost expresioniste și i-au arătat un simț al umorului foarte dezvoltat. Der ewige Traum [Visul etern] (1922), care a reflectat părtinitor opinia sa asupra relațiilor monogame și poligame, Palme, oder Der Gekränkte [Palme, sau cel jignit] (1924), care a reliefat un personaj de o sensibilitate extrem de comică și Kilian, oder Die gelbe Rose [Kilian, sau Trandafirul Galben] (1926), care s-au bucurat toate de aprobarea publicului, la fel ca și colaborarea cu Max Reinhardt la o producție teatrală din 1925 de la Berlin. Scris în 1929 și pus în scenă în 1930, ultima sa piesă elaborată la Berlin, Jud Süß [Evreul Suss], a prezentat un foarte nuanțat și obiectiv portret al controversatului bancher evreu din secolul al XVIII-lea Joseph Süß Oppenheimer a cărui poveste a fost deja descrisă cu un secol mai devreme într-o nuvelă din 1827 a lui Wilhelm Hauff și apoi, cu numai patru ani mai înainte, în romanul istoric omonim din 1925 al lui Lion Feuchtwanger. În decursul unui deceniu, a devenit, de asemenea, subiectul unui film britanic din 1934 cu Conrad Veidt și al unui notoriu film de propagandă antisemit german din 1940 cu Ferdinand Marian în rolul principal.

## Perioada lui Hitler și moartea
Ascensiunea la putere a naziștilor în 1933 a pus capăt carierei berlineze a lui Kornfeld și l-a determinat să se întoarcă la Praga, care nu mai era un centru al culturii germane, ci devenise din octombrie 1918 capitala noii republici Cehoslovacia. Activitatea sa literară s-a redus foarte mult, iar Kornfeld a început să lucreze la ceea ce s-a dovedit a fi singurul său roman, Blanche oder Das Atelier im Garten [Blanche sau studioul din grădină], care nu a fost publicată până în 1957, la cincisprezece ani după moartea autorului. 
La scurt timp după finalizarea romanului, în 1941, el a fost luat în custodie de către autoritățile germane ce administrau Praga ocupată și transportat în ghetoul Litzmannstadt, numele dat în timpul ocupației germane unei porțiuni a orașului Łódź, al doilea cel mai mare oraș al Poloniei (începând din anul 2007, al treilea cel mai mare). Între 1939 și 1944, peste 200.000 de evrei și un număr mic de romi au trecut prin ghetoul ce avea o suprafață de 4 kmp, din care doar 2,4 kmp erau amenajați și locuibili. Aprovizionarea cu combustibil a fost limitată, iar locuitorii au pus pe foc tot ce-au putut pentru a supraviețui iernii aspre. Aproximativ 18.000 de evrei au murit în timpul foametei din 1942, iar unul dintre ei a fost Paul Kornfeld. El avea vârsta de 52 de ani. După trecerea mai multor decenii, creația sa literară a rămas neglijată, în cea mai mare parte, deși o ediție critică, Paul Kornfeld: Revolution mit Flötenmusik und andere kritische Prosa, a fost publicată în anul 1977.